# Евдокимова, Любовь Валерьяновна
Любовь Валерьяновна Евдокимова (род. 2 ноября 1965 года, Пушкино, Московская область, РСФСР, СССР) — российский искусствовед, академик Российской академии художеств (2011).

## Биография
Родилась 2 ноября 1965 года в г. Пушкино Московской области.
В 1990 году — окончила факультет теории и истории изобразительного искусства Института живописи, скульптуры и архитектуры имени И. Е. Репина.
В 2011 году — избрана академиком Российской академии художеств от Отделения искусствознания и художественной критики.
Член Президиума РАХ, начальник Управления по музейной и выставочной деятельности РАХ.

## Творческая деятельность
Научно-выставочная деятельность:
Куратор и организатор более 90 различных академических выставочных проектов как в России, так и за рубежом.
Основные экспозиционно-выставочные работы, подготовка изданий:
- «Художники рода Васнецовых» к 150-летию В. М. Васнецова, РАХ(1998 г.)
- «Дом Жилинских», Париж, Штаб-квартира ЮНЕСКО (1998 г.)
- «Императорская — Российская академия художеств», РАХ (2000 г.)
- «Немцы и Академия художеств», Москва, РАХ (2004 г.)
- Персональная выставка Зураба Церетели, ЦВЗ (2004 г.)
- «Искусство XX века. Взгляд выдающихся художников региона Марке», РАХ (2006 г.)
- «Российская академия художеств: люди, события, факты истории». Париж, Академия изящных искусств (2010 г.)
- «Пространство академической школы». Париж, Сенат Франции (2010 г.)
- «Диалог культур в пространстве академической школы». Париж, Штаб квартира ЮНЕСКО (2010 г.)
- «Возможные миры». Выставка произведений Зураба Церетели. Государственный Русский музей (2014 г.)

## Награды
- Заслуженный работник культуры Российской Федерации (2012)[1]